# オバン・ロン
オバン・ピエール・ジョゼフ・ロン（Aubin Pierre Joseph Long 、1997年3月20日 - ）は、フランス・ニヨン出身のプロサッカー選手。ソショー所属。ポジションは、ゴールキーパー。

## クラブ歴
2019年7月26日、リーグ・ドゥのSMカーン戦でプロデビュー。無失点に抑え0-0で引き分けた。